# Talent Jumo
Talento Jumo é uma professora do Zimbabwe e co-fundadora e diretora da Katswe Sistahood. Ela promoveu os direitos e a saúde das mulheres, incluindo o planejamento familiar.

## Carreira
Talento Jumo era originalmente professora, especializando-se em mulheres e saúde. Ela tornou-se Oficial de Género no programa de HIV do Grupo de Trabalho Comunitário sobre Saúde em 2005 e, em 2007, foi co-fundadora da Iniciativa de Liderança para as Jovens Mulheres, que se tornou mais tarde no Sindicato de Katswe. Em 2012, ela tornou-se diretora da Sistahood, que promove os direitos e o conhecimento das mulheres sobre a saúde sexual.
Desde então, a organização ganhou prémios internacionais, sendo um dos 20 vencedores do prémio With and For Girls em 2015. Jumo dirigiu o festival Nzwika! Girl Be Heard durante o mesmo ano, que viu uma petição elaborada sobre os direitos das adolescentes entregues ao governo do Zimbabwe.  Jumo e a Sistahood identificaram o perfil da exploração sexual de garotas menores vulneráveis em Harare. Ela também recebeu uma doação da Fundação Bill & Melinda Gates pelo seu trabalho na promoção do planeamento familiar, e foi nomeada para o programa 100 Mulheres da BBC.  Ela faz parte da #teamgo, que procura combater o assédio das mulheres em todo o mundo.